# بازی‌های آسیایی زمستانی ۲۰۱۷
بازی‌های آسیایی زمستانی ۲۰۱۷ هشتمین دوره بازی‌های آسیایی است که در ساپورو ژاپن از ۱۹ تا ۲۶ فوریه ۲۰۱۷ برگزار شد. این بازی‌ها در اصل باید در سال  برگزار می‌شد که به تصمیم کمیته المپیک آسیا در ۳ ژوئیه ۲۰۰۹ در سنگاپور این بازی‌ها به یک سال پیش از بازی‌های المپیک زمستانی انتقال یافت.

## ورزش‌ها
- اسکی آلپاین (۴) (جزئیات)
- ورزش دوگانه (۷) (جزئیات)
- اسکی صحرانوردی (۱۰) (جزئیات)
- کرلینگ (۲) (جزئیات)
- اسکیت نمایشی (۴) (جزئیات)
- اسکی نمایشی (۴) (جزئیات)
- هاکی روی یخ (۲) (جزئیات)
- اسکیت سرعت مسیر کوتاه (۸) (جزئیات)
- اسکی پرش (۳) (جزئیات)
- اسنوبردسواری (۶) (جزئیات)
- اسکیت سرعت (۱۴) (جزئیات)

## کشورهای شرکت‌کننده
۳۲ کشور  NOCs (شامل دو کشور دعوت شده از اقیانوسیه) در این دوره از بازی‌ها شرکت کردند. اندونزی, سری‌لانکا, تیمور شرقی, ترکمنستان و ویتنام برای اولین بار در بازی‌های آسیایی زمستانی حضور پیدا کرده‌اند. سه کشور دیگر قرار بود در این مسابقه شرکت کنند: افغانستان (تا آخرین مهلت مدارک خود را ارسال نکرد)، کامبوج و عراق نیز (عضو اتحادیه بین‌المللی اسکیت نبودند، و بنابراین درخواست آنها برای شرکت رد شد).
| اعضای شورای المپیک آسیا - چین (۱۵۶) - هنگ کنگ (۵۰) - هند (۲۷) - اندونزی (۳۴) - ایران (۱۰) - ژاپن (۱۴۶) (میزبان) - اردن (۲) - قزاقستان (۱۱۶) - کره شمالی (۷) - کره جنوبی (۱۴۱) - ورزشکاران مستقل المپیک (۲۳) - قرقیزستان (۳۳) - لبنان (۸) - ماکائو (۲۳) - مالزی (۳۶) - مغولستان (۴۶) - نپال (۳) - پاکستان (۱۲) - فیلیپین (۲۹) - قطر (۳۲) - سنگاپور (۲۲) - سری‌لانکا (۵) - چین تایپه (۴۱) - تاجیکستان (۴) - تایلند (۵۱) - تیمور شرقی (۱) - ترکمنستان (۲۵) - امارات متحده عربی (۲۴) - ازبکستان (۱) - ویتنام (۶) |
| اعضای کمیته ملی المپیک اقیانوسیه - استرالیا (۳۰) - نیوزیلند (۳) |

### جدول مدال‌ها
میزبان
| رتبه           | کشور            | طلا | نقره | برنز | مجموع |
| -------------- | --------------- | --- | ---- | ---- | ----- |
| ۱              | ژاپن (JPN)*     | ۲۷  | ۲۱   | ۲۶   | ۷۴    |
| ۲              | کره جنوبی (KOR) | ۱۶  | ۱۸   | ۱۶   | ۵۰    |
| ۳              | چین (CHN)       | ۱۲  | ۱۴   | ۹    | ۳۵    |
| ۴              | قزاقستان (KAZ)  | ۹   | ۱۱   | ۱۲   | ۳۲    |
| ۵              | کره شمالی (PRK) | ۰   | ۰    | ۱    | ۱     |
| مجموع (۵ کشور) | مجموع (۵ کشور)  | ۶۴  | ۶۴   | ۶۴   | ۱۹۲   |